# Заострув
Заострув (пол. Zaostrów) — село в Польщі, у гміні Слупія Конецька Конецького повіту Свентокшиського воєводства.
Населення — 188 осіб (2011).

## Демографія
Демографічна структура на день 31 березня 2011 року:
|          | Загалом | Допрацездатний вік | Працездатний вік | Постпрацездатний вік |
| -------- | ------- | ------------------ | ---------------- | -------------------- |
| Чоловіки | 99      | 20                 | 66               | 13                   |
| Жінки    | 89      | 20                 | 41               | 28                   |
| Разом    | 188     | 40                 | 107              | 41                   |